# Théodore Géricault

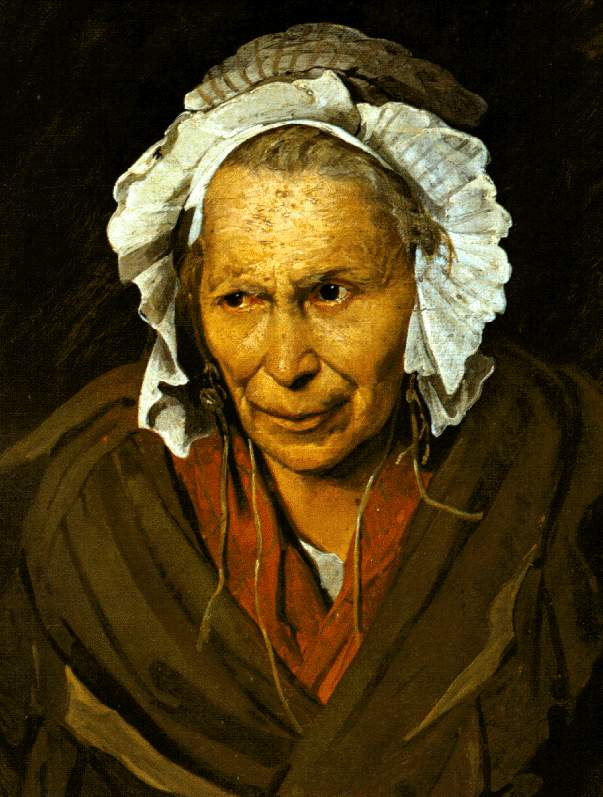
A hiena de Salpêtrière.

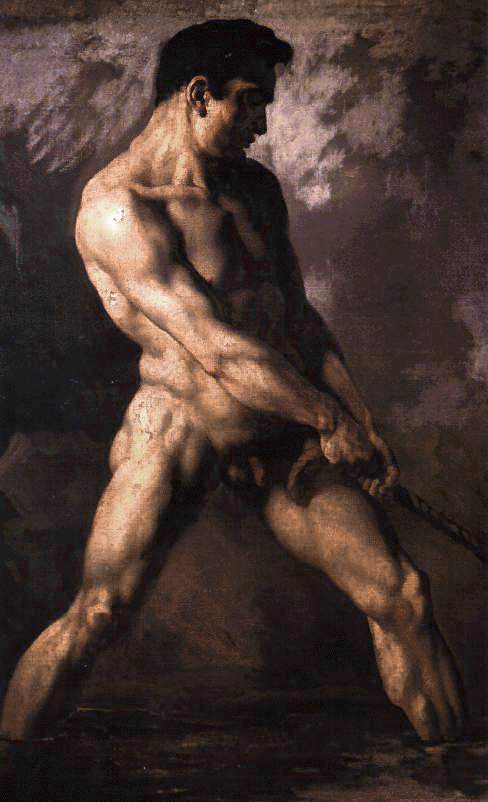
Estudo de nu masculino.

Jean-Louis André Théodore Géricault (Ruão, 26 de setembro de 1791 — Paris, 26 de janeiro de 1824) foi um pintor francês do Romantismo.

## Vida
Géricault mudou-se para Paris com o pai, um conhecido jurista, depois da morte da mãe, e aos 10 anos ingressou no Liceu Imperial. Terminados os estudos, teve aulas com o pintor Vernet e anos mais tarde já trabalhava no ateliê de Pierre-Narcisse Guérin, junto com Delacroix.
Em seus primeiros quadros, Géricault demonstrou uma grande admiração por David e pelos cânones estéticos neoclássicos. Dedicou-se a copiar Rubens, Velázquez e Caravaggio. Seu primeiro quadro importante foi Oficial de Caçadores a Cavalo Durante a Carga, com o qual ganhou a medalha de ouro da Academia em 1812. Esta obra reflete a influência de Gros e o cromatismo impactante e vigoroso que se observa em Rubens.
Depois de fazer o serviço militar como mosqueteiro imperial na armada real, Géricault viajou para a Itália, onde estudou profundamente as obras de Michelangelo e Rafael. Na volta, em 1817, o pintor iniciou aquela que seria sua obra-prima, A Balsa da Medusa. Embora o tema do naufrágio seja coerente com o desespero romântico, o certo é que com este quadro Géricault fez-se eco da crítica ao regime, compadecendo-se dos sobreviventes e dos mortos no naufrágio ocorrido por culpa do governo. Sabe-se que sua obsessão chegou a levá-lo a falar com os sobreviventes nos hospitais e inclusive a fazer esboços dos mortos no necrotério.
A doença, a loucura e o desespero passaram então a ser uma constante em seus quadros. O efeito do claro-escuro, que o pintor tanto admirava em Caravaggio, inspiraram-no a criar ambientes patéticos e de intenso sofrimento. Anos depois, em Londres, Géricault retomou sua paixão pelos cavalos, pintando o O Derby de Epson, que de certa forma antecipou sua preocupação em captar o movimento. Também fez quadros de doentes mentais num hospital. Após uma tentativa de suicídio, o pintor voltou a Paris, onde poucos meses depois, vítima de um acidente, acabou morrendo.

## Obras

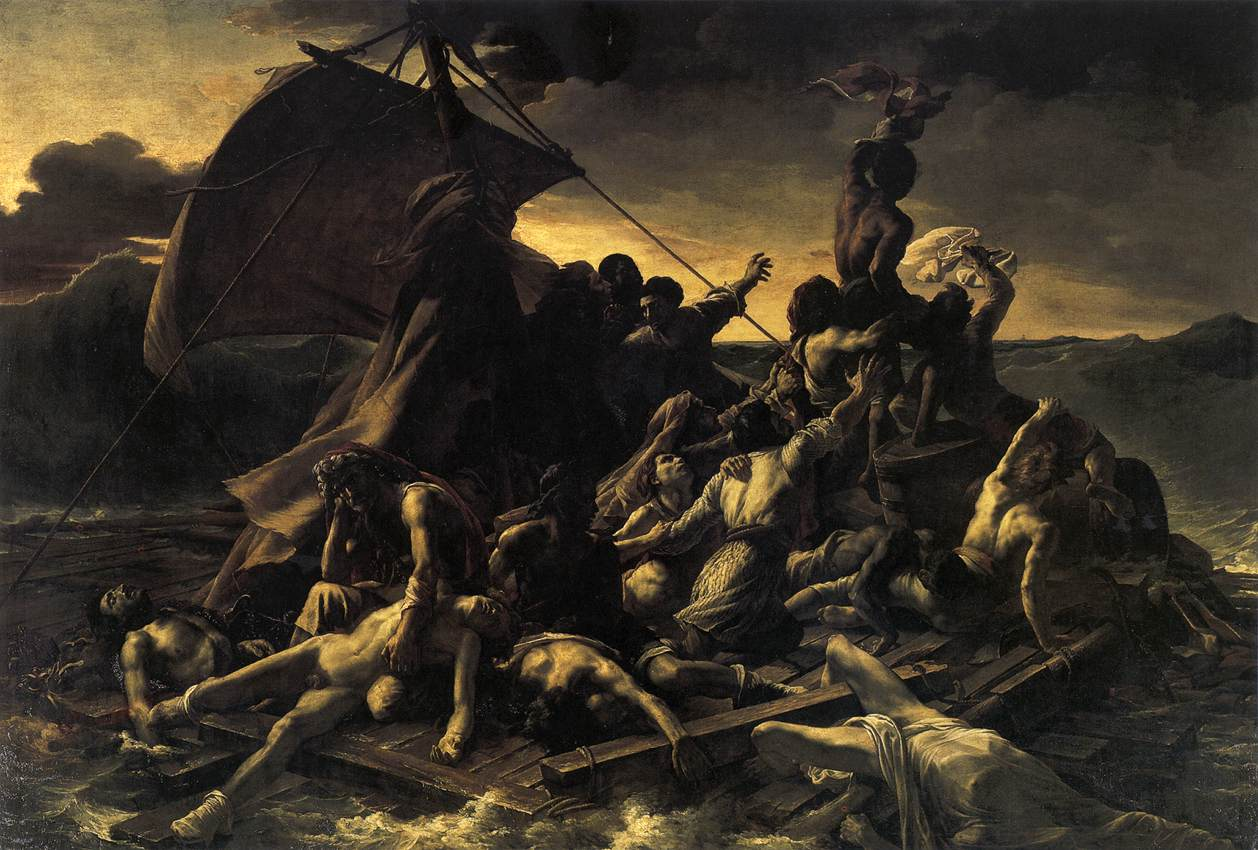
A Balsa da Medusa, Mus. do Louvre - Paris
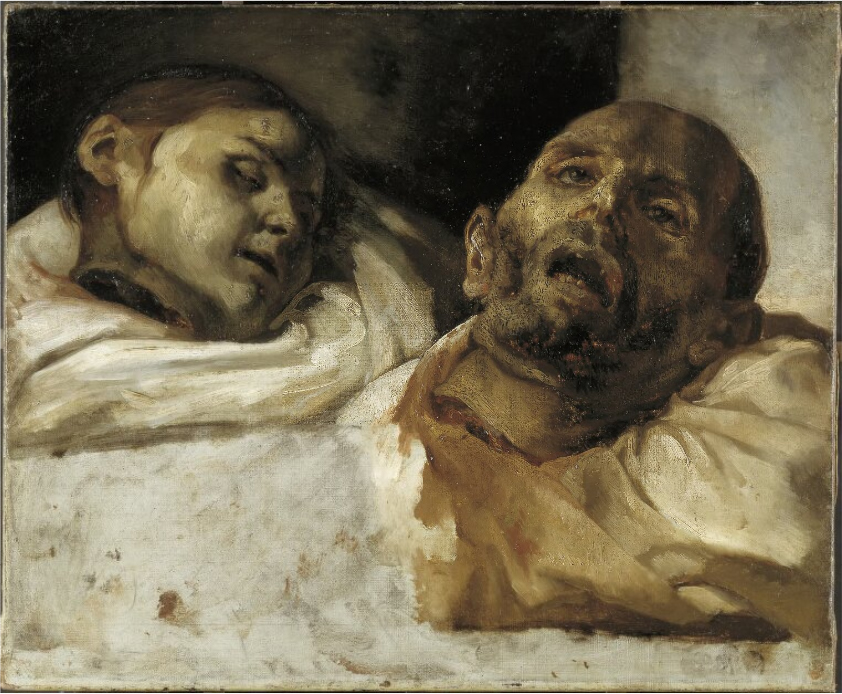
Dois justiçados, Mus. Nacional - Estocolmo
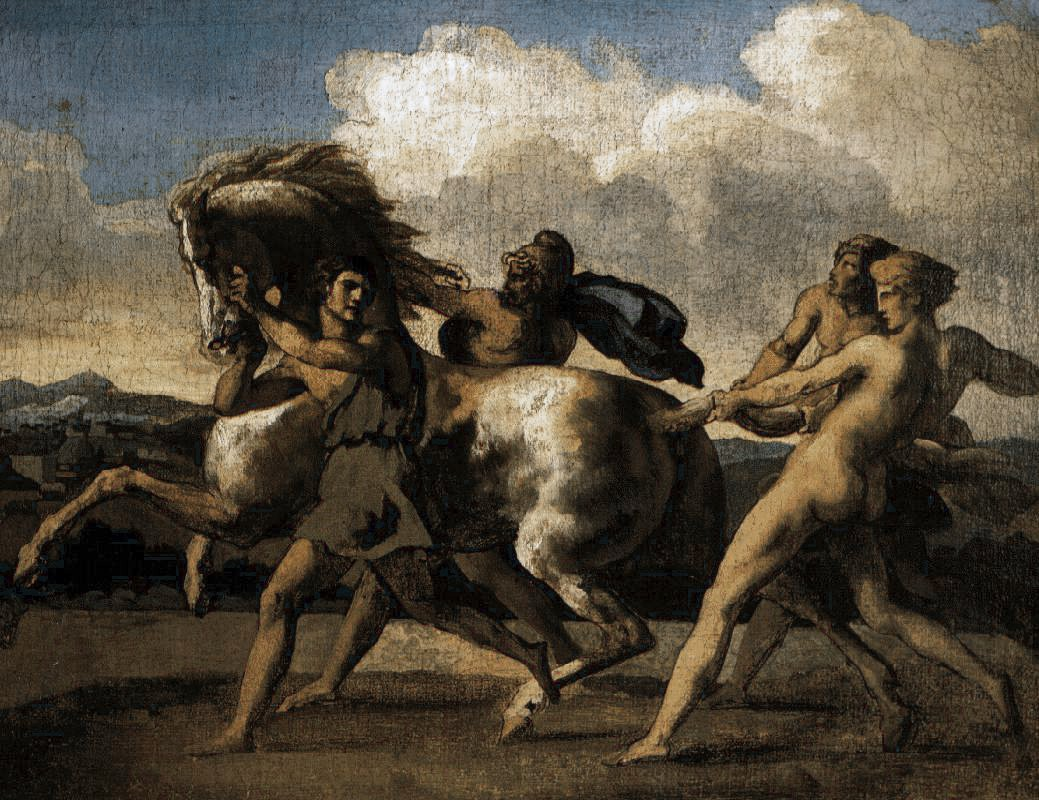
Captura de um cavalo bravo, Mus. das Belas-Artes - Rouen
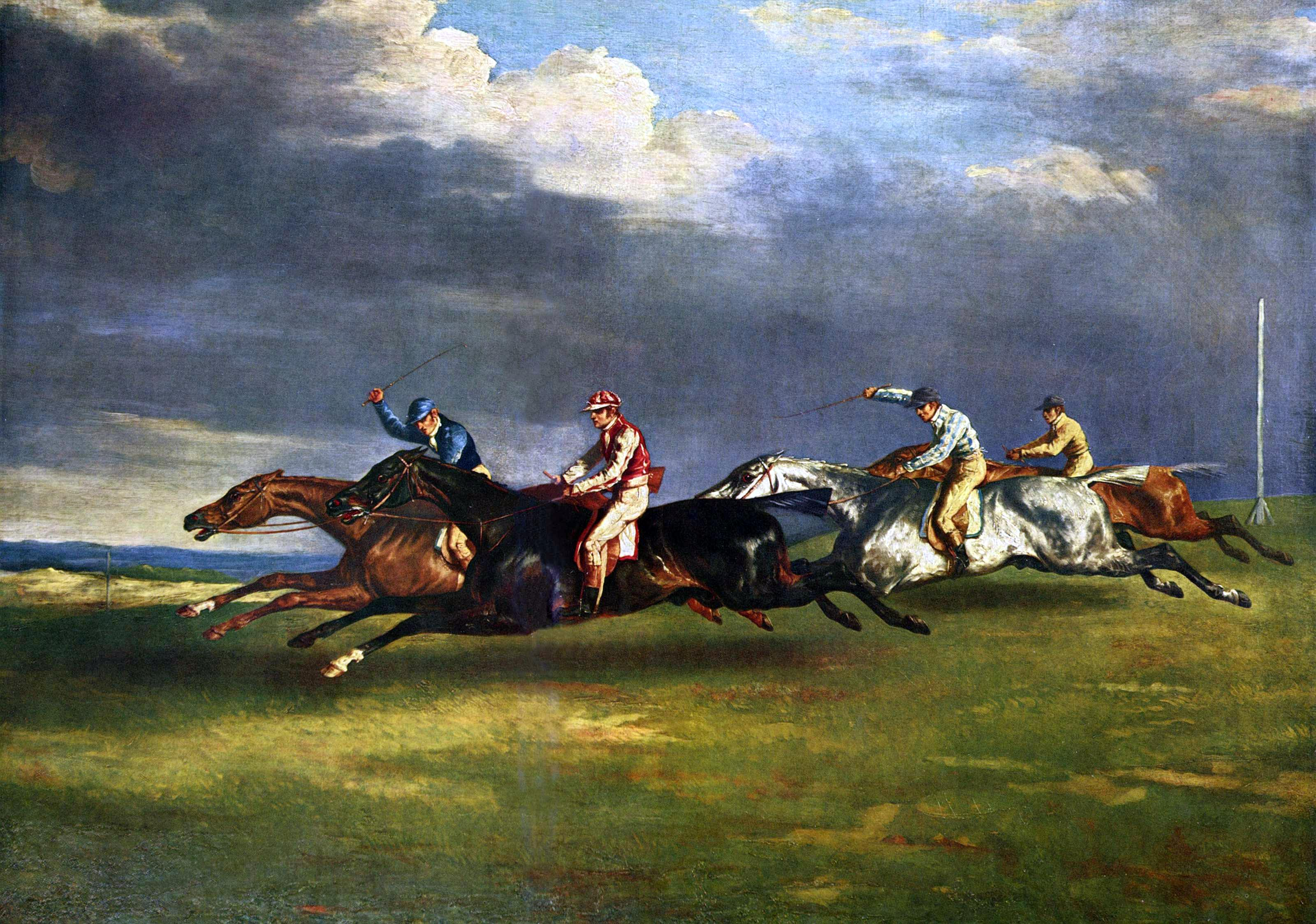
O derby de Epson, Mus. do Louvre - Paris

## Ver também

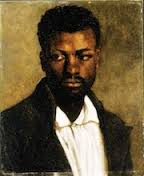
Busto de Negro, exposto no Palácio Nacional da Ajuda